# Bojan Kodrič
Bojan Kodrič (n. 30 mai 1937, Mahićno, cantonul Karlovac, Croația) este un poet, compozitor și cântăreț croat.